# Agrotis huguenini
Agrotis huguenini är en fjärilsart som beskrevs av Rühl. 1891. Agrotis huguenini ingår i släktet Agrotis och familjen nattflyn. Inga underarter finns listade i Catalogue of Life.